# Melica aristata
Melica aristata là một loài thực vật có hoa trong họ Hòa thảo. Loài này được Thurb. ex Bol. mô tả khoa học đầu tiên năm 1870.